# Амадей Португальский
Амадей Португальский или Жуан ди Менезиш да Силва (порт. João da Silva e Meneses, 1420, Португальская Сеута, колонии Португалии или Кампу-Майор — 10 августа 1482, Милан) — францисканец, основатель реформированного, ныне не существующего, францисканского ордена амадеитов, который был назван его именем.

## Биография
Жуан ди Менезиш да Силва родился в 1420 году в богатой аристократической семье. Его отцом был 1-й алкайд Кампу-Майор, а мать — Изабела Менезиш, дочь Педро ди Менезиша — 1-го графа Вила-Реала и 2-го графа Вианы-ду-Алентежу. Его сестра была святая Беатриса да Силва Менезиш. В восемнадцать лет он женился, но не стал жить с супругой, отправившись на службу в армию.
В 1442 года, когда ему было двадцать лет, поступил в монастырь Санта-Мария-де-Гуадалупе монашеского ордена иеронимитов в Гвадалупу (Испания). Через десять лет, оставив монастырь, отправился в Гранаду, чтобы проповедовать мусульманам, за что там был схвачен, избит и отправлен обратно в Гвадалупу. Затем он отправился в Северную Африку, но судно, на котором он плыл, было застигнуто штормом и вернулось в Португалию.
11 декабря 1452 года он совершил паломничество в Ассизи, где познакомился с францисканцами, после чего стал странствовать по Италии, взяв себе имя Амадей. Через некоторое время он вернулся в Ассизи, чтобы поступить во францисканский монастырь, но францисканцы не приняли его в свою обитель. Тогда он в течение следующих трёх лет жил возле монастыря на улице, ведя нищенствующий образ. Когда в Ассизи прибыл генерал францисканского ордена, Амадей обратился к нему с просьбой поступить в монастырь и был им принят во францисканский орден. Амадей жил в разных францисканских монастырях. Когда Амадей жил в Милане, он захотел реформировать францисканский орден, желая сделать орден более аскетичным. В 1469 году он при покровительстве миланского архиепископа основал новый монастырь, в котором стал проводить реформы. Генерал францисканского ордена Франсческо делла Ровере, будущий Римский папа Сикст IV, поддержал его начинания. Вскоре стали открываться новые монастыри реформированного францисканского ордена в Италии.
Амадей умер 10 августа 1482 года в Милане. После смерти Амадея Португальского монахи, основанных им реформированных францисканских монастырей, стали называть себя его именем Амадеиты. Всего таких монастырей, придерживавшихся идей Амадея Португальского, было в Италии двадцать восемь, один монастырь был в Риме. В 1568 году община амадеитов прекратила своё существование после того, как Римский папа Пий V объединил монастыри амадеитов с францисканцами-обсервантами.

## Сочинения
Амадей Португальский написал небольшую книгу «De revelationibus et prophetiis» («Об откровениях и пророках»).

## Почитание
Несколько откровений, которые случились у Амадея, его активная деятельность по реформированию францисканского ордена привели к распространению его почитания. Болландисты в своих «Acta Sanctorum» упоминают Амадея Португальского как блаженного, хотя со стороны Святого Престола не было официального акта беатификации.